# 旧埃丹
旧埃丹（法語：Vieil-Hesdin，法語發音：[vjɛj edɛ̃]）是法国上法蘭西大區加来海峡省的一个市镇，属于蒙特勒伊区。

## 地理
旧埃丹（50°21'27"N, 2°5'56"E）面积9.82 平方千米，位于法国上法蘭西大區加来海峡省，该省份为法国北部沿海省份，西北濒北海，南至索姆省，东临北部省。
与旧埃丹接壤的市镇（或旧市镇、城区）包括：欧希莱塞丹、弗雷努瓦、勒帕尔克、罗朗库尔、圣乔治、瓦克里耶特埃尔基耶尔、瓦伊、维勒曼。
旧埃丹的时区为UTC+01:00、UTC+02:00（夏令时）。

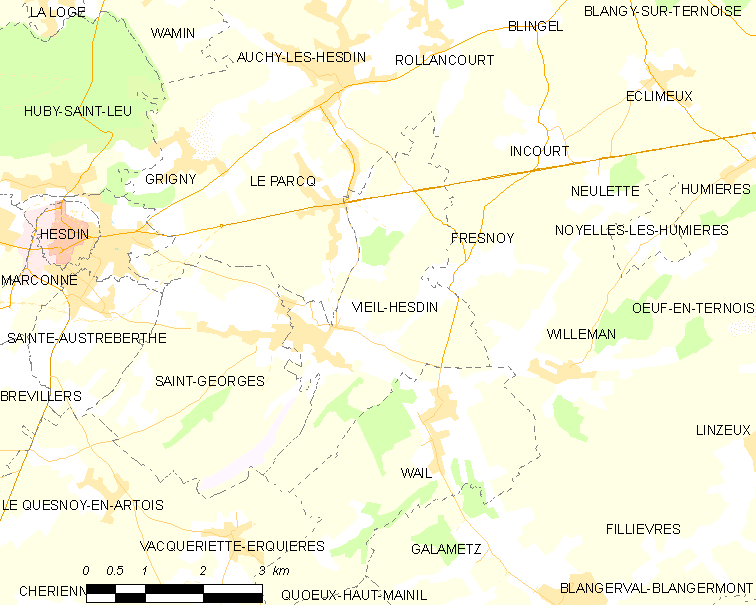
旧埃丹的OSM定位图

## 行政
旧埃丹的邮政编码为62770，INSEE市镇编码为62850。

## 政治
旧埃丹所属的省级选区为欧克西堡县。

## 人口

1962-2008年间旧埃丹人口变化图示

旧埃丹于2022年1月1日时的人口数量为343人。